# Clavulinopsis depokensis
Clavulinopsis depokensis är en svampart som först beskrevs av Overeem, och fick sitt nu gällande namn av Corner 1950. Clavulinopsis depokensis ingår i släktet Clavulinopsis och familjen fingersvampar.   Inga underarter finns listade i Catalogue of Life.